# Phymatopsallus viridescens
Phymatopsallus viridescens är en insektsart som beskrevs av Knight 1964. Phymatopsallus viridescens ingår i släktet Phymatopsallus och familjen ängsskinnbaggar. Inga underarter finns listade i Catalogue of Life.